# Innatisme
L'innatisme és un corrent filosòfic que afirma que l'ésser humà neix ja amb una sèrie de coneixements que el possibiliten d'aprendre'n d'altres, a diferència de l'empirisme radical, que sosté que tot coneixement ha de derivar de l'experiència. L'innatisme extrem afirma que la ment conté certes idees des de la seva formació (com en les tesis de Plató), mentre que l'innatisme relatiu se centra en les estructures o facultats que permeten l'aprenentatge (com el llenguatge universal de Noam Chomsky). L'innatisme acostuma a estar lligat amb el racionalisme.
L'origen d'aquestes idees innates pot ser un ésser superior, déu o similar, o provenir de l'evolució de l'espècie, com un instint lligat al saber. Plató, fins i tot, afirmava que aquestes idees eren les úniques que es podien tenir, que en realitat conèixer és recordar-les (doctrina de l'anàmnesi) i, per tant, és fals que es pugui aprendre res del món exterior. Aquesta postura no és la més compartida entre els innatistes, que s'inclinen per un model intermedi: certs conceptes són innats i d'altres adquirits, en una via similar a la més acceptada a la polèmica entre genètica i educació pel que fa a la conducta. Per això, les idees innates acostumen a tenir un alt grau d'abstracció, que permet adaptar-les als contextos particulars de cada individu i les experiències que li proporciona la seva comunitat.